# Los Revolucionarios
Los Revolucionarios Evolucionarios  es una banda chilena de ska-punk y jazzgrind que fue fundada por el año 1989 en la ciudad de Santiago de Chile, cuando Paulo Moraga y Eduardo Candia, que eran amigos de barrio, se unen a Raúl Henríquez y comienzan a tocar covers de bandas punk y de metal extremo como Napalm Death o Doom. Es entonces que Raúl les propone intentar hacer ska, un ritmo no muy difundido por aquellos años en Chile, a pesar de esto comienzan a crear sus temas y de esta manera comienza la historia de la banda que en un principio, y en honor a unos dibujos animados que veían cuando eran unos niños, llamaron Los Revolucionarios Evolucionarios. Por el año 2019 empezaron a mezclar Jazz con Grindcore, similar a la banda Naked City y lanzaron un álbum llamado Nueva experimentación, para volver a tocar ska-punk en su siguiente álbum.

## Integrantes
- Horacio Mallea  (Voz y guitarra)
- Eduardo Candia  (Batería)
- Matias Moraga  (Trompeta y coros)
- Fabián Donoso (Bajo y coros)
- Pablo Moraga (Voz)
- Joca Martínez (Saxo y coros)

## Discografía
- Pongale Parafina (1999)
- Las Raras Tocatas (R&P) (2001)
- La Profecía Comenzó (2005)
- Raras Tocatas (Sin Kiko no hay Popeye) 2013
- Nueva experimentación 2019
- La Profecía Comenzó 2022